# 曾國城
曾國城（英語：Sam Tseng，1968年1月29日—），台灣主持人、演員。曾國城長期與徐乃麟搭檔主持，兩人是台灣電視綜藝圈常見的主持搭檔。2006年，曾國城與徐乃麟以遊戲節目《小氣大財神》拿下第41屆金鐘獎「娛樂綜藝類最佳主持人獎」；2011年，曾國城以烹飪節目《型男大主廚》奪下第46屆金鐘獎「綜合節目主持人獎」；直至2014年，曾、徐二人再以長期合作的綜藝遊戲節目《天才衝衝衝》獲得第49屆金鐘獎「綜藝節目主持人獎」。2020年，曾國城與蔡尚樺以搭檔合作的綜藝益智節目《全民星攻略》獲第55屆金鐘獎「益智及實境節目主持人獎」。2021年，他以《一字千金》連莊，獲得第56屆金鐘獎「益智及實境節目主持人獎」。
2023年，再以《一字千金》獲得第58屆金鐘獎「益智及實境節目主持人獎」。

## 生平
曾國城出生於屏東縣内埔鄉富田村，祖籍廣東省嘉應州梅縣，是六堆客家人。就學於頂溪國小、高雄市立明華國民中學、新北市立永平高級中學，畢業於世界新聞專科學校。
出道時以外型高大、表現和反應突出受到注目，後來與王麗玲主持超級電視台外景遊戲節目《黄金傳奇》大受歡迎。在《黄金傳奇》中，曾國城暱稱王麗玲為「王媽麗玲」，王麗玲則稱呼曾國城為「曾公國城」。1997年起，曾國城與徐乃麟主持台灣電視公司的綜藝節目《台灣紅不讓》，開整人節目風氣之先，收視表現搶眼。兩人從此合作主持多個節目，包括《小氣大財神》、《天才衝衝衝》、《無間道不道》等作品。
2000年時，曾國城以“真宏家族”名義出過唱片，銷售成績欠佳。至2006年，曾國城與徐乃麟以綜藝博弈遊戲節目《小氣大財神》拿下第41屆電視金鐘獎「娛樂綜藝類最佳主持人獎」，同時個人以TVBS-G電視劇《八星報喜》入圍戲劇類男主角。2007年，他開始轉往餐飲領域發展，主持美食旅遊節目《美食大三通》，頗受好評。後來曾國城陸續開設餐廳與擔綱主持其他美食節目，而餐飲副業卻因管理不善，大幅虧損。由於主持美食節目以及喜愛享受美食，他日漸發福，開始有“小胖”、“曾小胖”的外號。
2011年，曾國城手上同時握有八個節目，並參演舞台劇《徵婚啟事》，一人飾演15個角色，同年以烹飪節目《型男大主廚》奪下第46屆電視金鐘獎「綜合節目主持人獎」。2013年，曾國城擔任百貨公司品牌鍋具代言人。2014年，他和徐乃麟再以《天才衝衝衝》獲得第49屆電視金鐘獎「綜藝節目主持人獎」，兩人合作二度奪下金鐘；曾國城是《天才衝衝衝》唯一一位全勤主持人，擅長以英文猜歌名和聯想猜題，因此在節目單元《聯想Tempo》和《EAR傳耳ABC》中被視為遊戲強棒。
2020年，曾國城和蔡尚樺以合作主持的綜藝益智節目《全民星攻略》拿下第55屆電視金鐘獎「益智及實境節目主持人獎」。曾國城於當年度同時主持五個節目，加上廣告收入後，該年個人演藝總收入約新台幣8270萬元；根據媒體《台灣蘋果日報》報導，這是他首度進入臺灣主持人收入排行榜前三名。

## 副業經營
曾國城相當熱衷經營、投資和發展主持事業以外的副業，他積極投入其他副業，包括七家餐廳、蛋撻、傳播公司和夜總會。曾國城開設過的七家餐廳，包括台菜、泰國菜和義大利菜餐廳，以及傳播公司、夜總會，皆因虧損而結束營業。他曾經表示自己很想開設KTV店，但由於子女相繼出生而作罷。
2012年，曾國城因投資「貝萊德世界礦業基金」而虧損新臺幣千萬元以上，而多年來他投資餐廳和酒吧也虧損新臺幣2000多萬元。2014年，曾國城因受到該年爆發的食品安全問題事件影響，將投資重心轉移至網購公司。
2016年，他投資生產自有品牌的拌麵食品「曾拌麵」，營收進帳台幣3000萬元，淨利為三成，獲利900萬元。2017年，「曾拌麵」獲得「亞太無添加餐飲食品發展促進會」所主辦的「A.A.Taste Awards」榮譽，該年營收為8000萬元。2018年，曾國城公開表示「曾拌麵」的營收已達約台幣1億元，獲利3000萬元左右。

## 爭議

### 被指控性騷擾

#### 鄭家純
2021年1月，鄭家純指控曾遭曾國城「撞胸」性騷擾，曾國城發表道歉聲明；鄭家純接受他的道歉，但暗指曾國城是慣犯。

#### 馮
2月7日，廣告導演馮云指控曾國城20年前「亂滑亂磨蹭著我的腿」，曾國城表示「未來，我會更加謹慎小心，避免因為工作和節目內容讓任何人有不舒服的感受」。

#### 陶晶瑩
藝人藍心湄曾在電視節目《國光幫幫忙》中指出，曾國城有一次在庹宗康的店裡喝醉後，對陶晶瑩強吻，陶晶瑩在2025年3月證實此事。

### 在古蹟抽煙喝酒
藝人黃子佼爆料曾國城曾在中山堂後台抽煙喝酒，後續曾國城透過經紀人承認此事。

### 身材羞辱女性
北一女畢業生爆料2024年7月於《一字千金》錄影時遭到曾國城羞辱身材，曾國城事後針對此事向當事人致歉。

### 有關黃子佼復出言論
黃子佼自從2023年起陸續爆發性騷擾及兒童色情犯罪醜聞後，演藝事業停擺，2025年3月11日傳出他有意回歸演藝圈，曾國城和徐乃麟二人表示，黃是認真的藝人，要留給他一口飯吃，引發輿論反彈。13日，曾國城發布道歉聲明。14日，芳茲生技宣布終止代言合約。15日，公視表達公共媒體應承擔社會責任的立場，決定調整新一季《一字千金》主持陣容，曾國城則配合請辭。
3月26日，曾國城透過經紀人發聲明澄清，表示「人總是要給別人留一口飯吃」的言論是針對藝人小優，並非黃子佼，強調其立場一貫支持兒少保護，並對外界誤解表達遺憾。同時，他指出自身談話內容遭媒體斷章取義，甚至惡意剪輯。
3月27日，《ETtoday新聞雲》釋出當天徐乃麟和曾國城受訪的完整影片，話題一開始為小優，後來記者詢問二人是否認同黃子佼可以復出，徐說了「給人留一口飯吃」、「給人家一條路」，曾說「可以重新來過」、期待回歸、「事情過去就好」等話。

## 個人生活
早年，曾國城曾經瘋狂追求女子團體「城市少女」的況明潔，使得況明潔當年在中視錄製節目時，向工作人員表示：「不准曾國城來和我說話，和我說話我就不錄了」。至2005年，曾收起愛玩的性格，與相戀多年的女友劉晏鈴（Kate）结婚，並生下一子德德。2008年11月12日，劉晏鈴再產下一女。

## 主持作品

### 影視節目

#### 目前主持
| 年份             | 頻道       | 節目           | 備註                                     |
| ---------------- | ---------- | -------------- | ---------------------------------------- |
| 2006年5月12日－  | 華視       | 《天才衝衝衝》 | 搭檔徐乃麟、張文綺、徐凱希、籃籃、巫苡萱 |
| 2006年7月10日－  | 三立都會台 | 《型男大主廚》 | 搭檔吳秉承、詹姆士、卓文萱               |
| 2019年2月18日－  | 東森綜合台 | 《全民星攻略》 | 搭檔蔡尚樺                               |
| 2023年11月13日－ | 緯來綜合台 | 《女王大人》   | 搭檔巴鈺                                 |

#### 經歷主持
| 年份                           | 頻道       | 節目                        | 備註                                                   |
| ------------------------------ | ---------- | --------------------------- | ------------------------------------------------------ |
|                                | 台視       | 《刮目相看 六年國建》       |                                                        |
|                                | 台視       | 《歡樂對對碰》              |                                                        |
|                                | 台視       | 《驚艷星期五》              |                                                        |
|                                | 台視       | 《台湾虎怕虎》              |                                                        |
| 1997年7月18日－1999年7月23日   | 台視       | 《台湾红不讓》              |                                                        |
|                                | 台視       | 《周末晚點名》              |                                                        |
|                                | 台視       | 《午夜晚點名》              |                                                        |
|                                | 台視       | 《快樂大聯盟》              |                                                        |
|                                | 台視       | 《天天樂翻天》              |                                                        |
|                                | 台視       | 《天天樂透天》              |                                                        |
|                                | 中視       | 《青春快遞》                |                                                        |
|                                | 中視       | 《歡樂碰碰胡》              |                                                        |
|                                | 中視       | 《红白勝利》                |                                                        |
|                                | 中視       | 《全能综藝通》              |                                                        |
| 2009年8月14日                  | 中視       | 《把愛傳出去 88賑災晚會》   |                                                        |
|                                | 中視       | 《週日大精采》              |                                                        |
| 2010年2月15日                  | 中視       | 《虎虎生風who怕who》        | 2010年大年初二特別節目                                 |
| 2011年10月1日－2012年8月11日   | 中視       | 《綜藝大本營》              |                                                        |
|                                | 中視       | 《全能美食秀》              |                                                        |
| 2014年2月9日－2014年8月31日    | 中視       | 《最強大國民》              |                                                        |
| 2014年11月2日－2015年9月13日   | 中視       | 《萬秀大勝利》              |                                                        |
| 2016年7月17日－2016年10月9日   | 中視       | 《沒玩沒了》                |                                                        |
|                                | 華視       | 《戀爱講義》                |                                                        |
|                                | 華視       | 《IQ Go》                   |                                                        |
|                                | 華視       | 《美麗心世界》              |                                                        |
|                                | 華視       | 《這就叫做愛》              |                                                        |
| 2012年12月9日－2013年5月26日   | 華視       | 《POWER SUNDAY-綜藝百分百》 |                                                        |
| 2014年1月30日                  | 華視       | 《2014永遠的星星》          | 與方芳芳、曹蘭、黃子佼主持，除夕至大年初三特別節目     |
| 2016年7月24日－2016年10月16日  | 華視       | 《後宮生還戰》              |                                                        |
| 2014年12月27日－2025年2月16日  | 公視       | 《一字千金》                |                                                        |
|                                | MOMO親子台 | 《小學PK王》                |                                                        |
|                                | 衛視中文台 | 《IQ大挑戰》                |                                                        |
| 2009年7月13日－2023年8月28日   | 衛視中文台 | 《一袋女王》                |                                                        |
|                                | 三立都會台 | 《電視大銀行》              |                                                        |
|                                | 三立都會台 | 《美食大三通》              |                                                        |
| 2007年8月11日－2008年12月      | 三立都會台 | 《硬是要鬥牛》              |                                                        |
| 2005年6月12日－2011年5月21日   | 三立都會台 | 《冒险奇兵》                |                                                        |
| 2011年5月28日－2011年8月20日   | 三立都會台 | 《至尊美食王》              |                                                        |
| 2013年7月21日－2014年12月7日   | 三立都會台 | 《超級偶像》                |                                                        |
|                                | 三立台灣台 | 《幸福家庭計畫》            |                                                        |
|                                | 民視       | 《超人氣紅不讓》            |                                                        |
| 2024年11月16日－2025年1月19日  | 民視       | 《我的成長》                | 搭檔大霈                                               |
| 2025年1月28日                  | 民視       | 民視第一發發發              | 搭檔阿翔、籃籃、郭忠祐、賴慧如主持除夕特別節目遊戲單元 |
| 2017年10月23日－2018年10月24日 | 中天綜合台 | 《金牌大健諜》              |                                                        |
| 2005年5月23日－2007年11月23日  | 中天娱樂台 | 《小氣大財神》              |                                                        |
| 2007年12月19日－2008年6月27日  | 中天娱樂台 | 《無間道不道》              |                                                        |
| 2007年12月19日－2008年6月27日  | 中天娱樂台 | 《超級大頭目》              |                                                        |
| 2009年8月14日                  | 中天娱樂台 | 《把愛傳出去 88賑災晚會》   |                                                        |
| 2012年10月10日－2013年1月4日   | 中天娱樂台 | 《財神大地主》              |                                                        |
|                                | TVBS-G     | 《男人壞壞why》             |                                                        |
| 2019年5月4日－2020年3月21日    | TVBS歡樂台 | 《食尚玩家－歡樂有夠讚》    |                                                        |
|                                | 超級電視台 | 《九點一级棒》              |                                                        |
|                                | 超級電視台 | 《喜劇有限公司》            |                                                        |
| 1995年10月15日－2003年1月5日   | 超級電視台 | 《黄金傳奇》                |                                                        |
|                                | 超級電視台 | 《國民女王》                |                                                        |
| 2011年10月17日－2011年12月29日 | 超級電視台 | 《青春猛回頭》              |                                                        |
|                                | 八大综合台 | 《八大夜總會》              |                                                        |
| 2013年11月18日-2014年8月28日   | 八大综合台 | 《寶物博很大》              |                                                        |
|                                | 飛梭衛視   | 《今夜入夢来》              |                                                        |
| 2010年5月4日－2011年5月17日    | 緯來綜合台 | 《小孩很忙》                |                                                        |
|                                | 緯來綜合台 | 《城功富產科》              |                                                        |
|                                | 緯來綜合台 | 《玩美的人類》              |                                                        |
|                                | 新傳媒電視 | 《96台湾之星》              |                                                        |
|                                | 新傳媒電視 | 《美味天王》                |                                                        |
|                                | 新傳媒電視 | 《名人Tic Tac Toe》         |                                                        |
|                                | 新傳媒電視 | 《我要唱下去》              |                                                        |
|                                | 新傳媒電視 | 《3菜1湯》                  |                                                        |
|                                | 新傳媒電視 | 《3菜1湯 II》               |                                                        |
|                                | 新傳媒電視 | 《3菜1湯 III》              |                                                        |
|                                | 新傳媒電視 | 《3菜1湯 IV》               |                                                        |
|                                | 新傳媒電視 | 《3个男人1张口》            |                                                        |
|                                | Yahoo TV   | 《幣勝金頭腦》              |                                                        |

### 頒獎典禮
| 獎項       | 年份 | 播出頻道 | 備註               |
| ---------- | ---- | -------- | ------------------ |
| 金鐘獎     | 2010 | 台視     | 搭檔方芳芳         |
| 金鐘獎     | 2012 | 華視     | 搭檔謝怡芬         |
| 金鐘獎     | 2014 | 中視     | 搭檔任家萱         |
| 金鐘獎     | 2020 | 三立     | 搭檔炎亞綸         |
| 金鐘獎     | 2022 | 三立     | 節目類：搭檔唐綺陽 |
| 臺北電影獎 | 2010 | TVBS     | 搭檔侯佩岑         |
| 臺北電影獎 | 2012 | TVBS     | 搭檔蔡燦得         |
| 臺北電影獎 | 2013 | 三立     | 搭檔陳庭妮         |

## 演出作品

### 電視劇
| 年份   | 頻道             | 劇名                                  | 角色                     |
| ------ | ---------------- | ------------------------------------- | ------------------------ |
|        | 台視             | 《烈火青春》                          |                          |
|        | 台視             | 《口口劇場》                          |                          |
|        | 台視             | 《台視優質劇場》兩隻老虎              | 東海                     |
| 1991年 | 中視             | 《男人活該》                          | 吳亞                     |
| 1994年 | 中視             | 《桃花女鬥周公》                      |                          |
|        | 中視             | 《女人要有錢》                        |                          |
| 2001年 | 中視             | 《貞女烈女豪放女》                    | 曾賢達                   |
| 2001年 | 華视             | 《家有仙妻Ⅱ》                         |                          |
| 1996年 | 華视             | 《台灣靈異事件》                      | 孟凡/朱俊明              |
| 2001年 | 華视             | 《橘子醬男孩》                        | 小石川仁                 |
| 1998年 | 民视             | 《舉頭三尺有神明》第五單元-我是偷渡客 | 何青                     |
| 2002年 | 民視             | 《親戚不計較》                        | 客串宣傳節目             |
|        | 廣電基金         | 《春風少年》                          |                          |
| 2005年 | TVBS-G           | 《八星報喜》                          |                          |
| 2004年 | 東森戲劇台       | 《我的寵物老公》                      |                          |
| 1995年 | 超级電視台       | 《我们一家都是人》                    | 曾健仁（Armani）、龐公公 |
|        | GTV27            | 《黑色星期五》                        |                          |
| 2005年 | 大爱電視         | 《草山春暉》                          | 高明志                   |
| 2009年 | 客家電視台       | 《女仨的婚事》                        | 劉賢彬                   |
|        |                  | 《明星籃球夢》                        |                          |
| 2003年 |                  | 《天上掉下個林妹妹》                  | 孔手道                   |
| 2003年 | 台視             | 《薔薇之戀》                          | 蔡導演                   |
| 2012年 | 中視             | 《智勝鮮師》                          | 鄭智勝/孔子              |
| 2019年 | 台視、TVBS歡樂台 | 《女兵日記女力報到》                  | 曾國城（客串演出）       |
| 2020年 | 公視             | 《我的婆婆怎麼那麼可愛》              | 曾國城（客串演出）       |
| 2023年 | Netflix          | 《此時此刻》                          | 潘仕宏                   |

### 電視節目短劇
| 年份 | 頻道 | 節目                                               |
| ---- | ---- | -------------------------------------------------- |
|      | 華視 | 《連環泡》〈中國小姐〉、〈未來怎麼辦〉             |
|      | 台視 | 《女丑劇場》                                       |
|      | 台視 | 《歡喜當家》                                       |
|      | 中視 | 《红白勝利》〈中國電視尺〉、〈哈啦兩力〉           |
|      | 華視 | 《戀爱講義》〈安室愛美惠〉（客串演出，扮演曾福氣） |

### 電影
| 年份   | 片名             | 角色 | 導演   |
| ------ | ---------------- | ---- | ------ |
| 2024年 | 《小雁與吳愛麗》 | 仁哥 | 林書宇 |
| 2026年 | 《阿婆》         |      | 唐福睿 |

### 舞台劇
- 屏風表演班《三人行不行》
- 相聲瓦舍《春夏秋冬》
- 屏風表演班《莎姆雷特》
- 屏風表演班《太平天國》
- 屏風表演班《半里長城》
- 屏風表演班《鬆緊地帶》
- 屏風表演班《救國株式会社》
- 屏風表演班《西出陽關》
- 屏風表演班《北極之光》
- 屏風表演班《徵婚啟事 浪漫版》
- 果陀劇場《再見女郎》（2012年-2013年）
- 果陀劇場《冒牌天使》（2014年-2017年）
- 果陀劇場《A.R.T》（2016年、2018年、2022年）
- 黑門上劇團劇場《靠!爸》（2016年）
- 果陀劇場《愛呀，我的媽！》（2017年-2019年）
- 果陀劇場《徵婚啟事 經典再現》（2017-2019年）
- 果陀劇場《我的大老婆》（2020年、2021年）
- 果陀劇場《摘心米其林》（2022年）
- 聯合數位文創《會演是英雄》（2022年）

### 動畫配音
| 年份   | 片名          | 配音角色   |
| ------ | ------------- | ---------- |
| 2001年 | 《變身國王》  | 庫斯德國王 |
| 2007年 | 《料理鼠王》  | 小米       |
| 2024年 | 《神偷奶爸4》 | 惡霸麥星   |

## 出版作品

### 書籍
| 年份   | 書名                                       | 出版社           | ISBN               |
| ------ | ------------------------------------------ | ---------------- | ------------------ |
| 2002年 | 《曾國城之傳奇黄金漢》                     | 春光出版社       | ISBN 9867848039    |
| 2007年 | 《曾國城、陳喬恩之冒險攻略：團康完全手冊》 | 放電人文數位科技 | ISBN 9789868353718 |

## 獎項紀錄
| 年份   | 獲提名           | 獎項                                | 結果 |
| ------ | ---------------- | ----------------------------------- | ---- |
| 2006年 | 《八星報喜》     | 第41屆金鐘獎 戲劇節目男主角獎       | 提名 |
| 2006年 | 《小氣大財神》   | 第41屆金鐘獎 娛樂綜藝節目主持人獎   | 獲獎 |
| 2011年 | 《型男大主廚》   | 第46屆金鐘獎 綜合節目主持人獎       | 獲獎 |
| 2014年 | 《型男大主廚》   | 第49屆金鐘獎 綜合節目主持人獎       | 提名 |
| 2014年 | 《天才衝衝衝》   | 第49屆金鐘獎 綜藝節目主持人獎       | 獲獎 |
| 2015年 | 《一字千金》     | 第50屆金鐘獎 綜合節目主持人獎       | 提名 |
| 2016年 | 《一字千金》     | 第51屆金鐘獎 綜合節目主持人獎       | 提名 |
| 2016年 | 《天才衝衝衝》   | 第51屆金鐘獎 綜合節目主持人獎       | 提名 |
| 2017年 | 《一字千金》     | 第52屆金鐘獎 益智及實境節目主持人獎 | 提名 |
| 2018年 | 《天才衝衝衝》   | 第53屆金鐘獎 益智及實境節目主持人獎 | 提名 |
| 2019年 | 《一袋女王》     | 第54屆金鐘獎 綜藝節目主持人獎       | 提名 |
| 2020年 | 《一袋女王》     | 第55屆金鐘獎 綜藝節目主持人獎       | 提名 |
| 2020年 | 《全民星攻略》   | 第55屆金鐘獎 益智及實境節目主持人獎 | 獲獎 |
| 2021年 | 《一字千金》     | 第56屆金鐘獎 益智及實境節目主持人獎 | 獲獎 |
| 2021年 | 《天才衝衝衝》   | 第56屆金鐘獎 益智及實境節目主持人獎 | 提名 |
| 2022年 | 《全民星攻略》   | 第57屆金鐘獎 益智及實境節目主持人獎 | 提名 |
| 2022年 | 《型男大主廚》   | 第57屆金鐘獎 綜藝節目主持人獎       | 提名 |
| 2023年 | 《一字千金》     | 第58屆金鐘獎 益智及實境節目主持人獎 | 獲獎 |
| 2024年 | 《女王大人》     | 第59屆金鐘獎 綜藝節目主持人獎       | 提名 |
| 2024年 | 《小雁與吳愛麗》 | 第61屆金馬獎 最佳男配角獎           | 提名 |
| 2025年 | 《小雁與吳愛麗》 | 第27屆台北電影獎 最佳男配角         | 提名 |

## 相關書籍
- 《曾國城評傳：屁皇！屎皇！口臭皇！》 劉燦榮著